# Präsident der Republik Simbabwe
Der Präsident der Republik Simbabwe ist das offizielle Staatsoberhaupt seines Landes. Erster Amtsträger nach der Unabhängigkeit 1980 war Canaan Banana. Mit der Amtsübernahme durch dessen Nachfolger Robert Mugabe, der zuvor Premierminister war, wurde das Amt des Premierministers 1987 abgeschafft, somit war der Präsident gleichzeitig Regierungschef des Landes. Das Amt des Premierministers wurde 2009 nach Verhandlungen mit der Opposition wieder eingeführt, 2013 jedoch im Zuge einer Verfassungsreform erneut abgeschafft.
Der Präsident von Simbabwe wird gemäß der seit 2013 gültigen Verfassung zufolge alle fünf Jahre gewählt, Mugabe befand sich zuletzt in seiner vierten Amtszeit. Seit 2013 gilt eine Begrenzung auf zwei Amtszeiten.

## Präsidenten seit 1980
| # | Bild | Name (Lebensdaten)          | Amtsantritt       | Amtsaustritt      | Partei  |
| - | ---- | --------------------------- | ----------------- | ----------------- | ------- |
| 1 |      | Canaan Banana (1936–2003)   | 18. April 1980    | 31. Dezember 1987 | ZANU    |
| 2 |      | Robert Mugabe (1924–2019)   | 31. Dezember 1987 | 21. November 2017 | ZANU-PF |
| 3 |      | Emmerson Mnangagwa (* 1942) | 24. November 2017 | im Amt            | ZANU-PF |

## Geschichte des Amtes
Das Amt des Präsidenten von Simbabwe wurde 1980 geschaffen, als das Land die Unabhängigkeit vom Vereinigten Königreich erhalten hatte. Nach dem Lancaster-House-Abkommen war Simbabwe eine parlamentarische Republik, in der der Präsident repräsentative Aufgaben hatte. Die tatsächliche Macht hatte Premierminister Robert Mugabe.
Ein methodistischer Minister, Canaan Banana, wurde erster Präsident. Seine Amtszeit dauerte bis 1987, als er zurücktrat. Kurz zuvor wurde die Verfassung so geändert, dass der Präsident zum Regierungsoberhaupt wurde und das Amt des Premierministers wurde abgeschafft. Mugabe wurde zum neuen Präsidenten gewählt und diente für vier Amtszeiten.
Das Amt des Premierministers wurde aufgrund der Verhandlungen von 2008 und 2009 zwischen der Opposition und der Regierung wieder eingeführt, jedoch 2013 erneut aufgelöst. Im selben Jahr wurde eine Beschränkung für die maximale Anzahl der Amtszeiten verabschiedet.

### Staatsstreich 2017
Am 14. November 2017 besetzte die Armee das Gebäude der Zimbabwe Broadcasting Corporation in Harare. Generalmajor Sibusiso Moyo erklärte im Live-Fernsehen, dass die Armee die „Operation Restore Legacy“ begonnen habe. Moyo gab bekannt, dass Präsident Mugabe und seine Familie sicher seien und dass man für ihre Sicherheit sorgen werde, da die Operation lediglich gegen „Kriminelle in seinem Umfeld“ gerichtet sei. Es folgte eine sorgfältig geplante Operation gegen Mitglieder der Regierungspartei, bekannt als G40. Polizei und Geheimdienst, die loyal gegenüber dem Präsidenten waren, wurden neutralisiert und hochrangige Mitglieder verhaftet.
Am 21. November 2017, als Resultat des laufenden Amtsenthebungsverfahrens, welches mit größter Sicherheit zur Amtsenthebung Mugabes geführt hätte, trat er vom Posten des Präsidenten zurück. Der Vizepräsident Emmerson Mnangagwa wurde als neuer Präsident vereidigt.